# 葛飾北広
葛飾 北広（かつしか ほっこう、生没年不詳）とは、江戸時代の大坂の浮世絵師。

## 来歴
葛飾北斎の門人で大坂の人、葛飾の画姓を称す。作画期は文政の頃とされ、このころ北斎より画狂人の号を譲られたという。